# Over Night
Over Night è un film muto del 1915 diretto da James Young.
William A. Brady, produttore del film, era stato anche il produttore dello spettacolo teatrale di Philip Bartholomae che era andato in scena a Broadway il 2 gennaio 1911.

## Trama
Percy Darling e Richard Kettle sono due ex compagni di università. Ora, sposati da poco, si accingono - insieme alle rispettive consorti - a partire su un'imbarcazione alla volta di Albany. Poco prima della partenza, però, Percy e la moglie dell'amico si accorgono di aver lasciato in porto alcuni bagagli, così scendono a terra mentre la nave salpa senza di loro. A bordo, Richard ed Elsie, la moglie di Percy, che si trovano all'improvviso senza i loro legittimi compagni, decidono - per evitare uno scandalo - di fingersi marito e moglie. Quando il battello attracca, vengono a sapere che l'ultimo treno è partito. Costretti a passare la notte in albergo, continuano nella loro finzione. La mattina seguente, giungono ad Albany la moglie di Richard insieme a Percy: i due restano scioccati nel vedere gli altri due atteggiarsi a sposini, mentre se ne vanno a braccetto nella hall dell'albergo. L'inghippo però è presto spiegato e le due coppie, finalmente riunite, si ricompongono.

## Produzione
Il film fu prodotto dalla William A. Brady Picture Plays e dalla World Film.

## Distribuzione
Distribuito dalla World Film, uscì nelle sale cinematografiche USA il 20 dicembre 1915.